# Rob Bishop
Robert William Bishop, detto Rob (Kaysville, 13 luglio 1951), è un politico statunitense, membro della Camera dei Rappresentanti per lo stato dello Utah dal 2003 al 2021.

## Biografia
Nato e cresciuto nello Utah in una famiglia mormone, dopo gli studi Bishop trovò lavoro come insegnante.
Entrato in politica con il Partito Repubblicano, nel 1978 venne eletto all'interno della legislatura statale dello Utah, dove rimase per sedici anni.
Nel 2002 si candidò alla Camera dei Rappresentanti e venne eletto deputato. Negli anni successivi venne sempre riconfermato dagli elettori con elevate percentuali di voto.
Ideologicamente Bishop è considerato un conservatore.